# Gonialosa whiteheadi
Gonialosa whiteheadi är en fiskart som beskrevs av Wongratana, 1983. Gonialosa whiteheadi ingår i släktet Gonialosa och familjen sillfiskar. IUCN kategoriserar arten globalt som otillräckligt studerad. Inga underarter finns listade i Catalogue of Life.